# Huoxing Nongchang
Huoxing Nongchang (kinesiska: 火星农场) är en administrativ enhet på sockennivå i sydöstra Kina. Den ligger i Gaozhou i staden Maoming i provinsen Guangdong, omkring 280 kilometer sydväst om provinshuvudstaden Guangzhou. Antalet invånare är 2 137. Befolkningen består av 950 kvinnor och 1 187 män. Barn under 15 år utgör 15,0 %, vuxna 15-64 år 71 %, och äldre över 65 år 12,0 %. Enheten administrerar ett jordbruk.